# Afroligusticum wilmsianum
Afroligusticum wilmsianum är en växtart i släktet Afroligusticum och familjen flockblommiga växter. Den beskrevs av Hermann Wolff som Peucedanum wilmsianum och fick sitt nu gällande namn av Pieter J. D. Winter 2008.
Arten är en perenn ört som förekommer i södra Sydafrika.